# Dicranophragma (Dicranophragma) laetithorax
Dicranophragma (Dicranophragma) laetithorax is een tweevleugelige uit de familie steltmuggen (Limoniidae). De soort komt voor in het Palearctisch gebied.